# Trung Bosnia (tổng)
Tổng Trung Bosnia là một trong 10 tổng của Bosna và Hercegovina. 
Tổng này nằm ở trung tâm quốc gia này, về phía tây của Sarajevo. Thủ phủ tổng là Travnik.

## Các đô thị
Tổng này bao gồm các đô thị Bugojno, Busovača, Dobretići, Donji Vakuf, Fojnica, Gornji Vakuf - Uskoplje, Jajce, Kiseljak, Kreševo, Novi Travnik, Travnik, Vitez.

## Cơ cấu dân tộc
Dân tộc đông nhất ở tổng này là người Bosnia (sống chủ yếu ở các đô thị Jajce, Novi Travnik, Travnik, Donji Vakuf, Bugojno, Gornji Vakuf - Uskoplje, Vitez, Busovaca, Fojnica and Kiseljak), dân tộc đông thứ nhì là mgười Croatia (sống chủ yếu ở các đô thị Jajce, Dobretići, Novi Travnik, Vitez, Busovača, Kiseljak, và Kreševo, Gornji Vakuf - Uskoplje, và Fojnica). 
Cơ cấu dân tộc năm 1991 như sau:	
- Người Bosnia: 146,608 hoặc 43.2%
- Người Croatia: 131,744 hoặc 38.8%
- Người Serbi: 40,809 hoặc 12.0%
- Yugoslavs: 13,803 hoặc 4.1%
- Others: 6,738 hoặc 1.9%